# Noar Linhas Aéreas
Noar Linhas Aéreas (Nordeste Aviação Regional Linhas Aéreas) — бывшая небольшая региональная авиакомпания Бразилии со штаб-квартирой в муниципалитете Каруару, работающая на рынке регулярных и чартерных коммерческих авиаперевозок в штате Пернамбуку и соседних с ним штатах.  Прекратила свою деятельность в 2011-м году, после авиакатастрофы и потери единственного имеющегося самолёта.

## История
Авиакомпания Noar Linhas Aéreas была основана в 2009 году для осуществления регулярных и чартерных пассажирских перевозок между небольшими аэропортами северо-восточной части Бразилии. 14 мая 2010 года Национальное агентство гражданской авиации страны выдало перевозчику лицензию эксплуатанта, и ровно через месяц авиакомпания совершила свой первый коммерческий рейс.
1 октября 2010 года Noar Linhas Aéreas заключила с бюджетной авиакомпанией Gol Transportes Aéreos договор о партнёрстве в части совместной работы по пассажирским перевозкам в международном аэропорту Гуарарапис (Ресифи).
В 2011-м году компания прекратила свою деятельность, а в 2014-м была лишена лицензии на оказание услуг по перевозке авиапассажиров.

## Маршрутная сеть
В июле 2011 года авиакомпания Noar Linhas Aéreas выполняла регулярные рейсы по следующим пунктам назначения:
- Масейо — Международный аэропорт Зумби-дус-Палмарис
- Мосоро — Аэропорт Мосоро
- Натал — Международный аэропорт Аугусту Северу
- Ресифи — Международный аэропорт Гуарарапис

Прекращённые маршруты: Аракажу, Каруару, Жуан-Песоа, Паулу-Афонсу.

## Флот
По состоянию на 14 июля 2011 года воздушный флот авиакомпании Noar Linhas Aéreas составлял один самолёт :

## Авиапроисшествия и несчастные случаи
- 13 июля 2011 года. Самолёт Let L-410 Turbolet (регистрационный номер PR-NOB), выполнявший рейс 4896 из Международного аэропорта Гуарарапис (Ресифи) в аэропорт Мосоро с промежуточной посадкой в международном аэропорту Аугусту Северу (Натал), разбился вскоре после взлёта из аэропорта Гуарарапис. Погибли все 16 человек на борту[9][10].